# Microrégion d'Aquidauana
La microrégion d'Aquidauana est l'une des deux microrégions qui subdivisent les pantanais de l'État du Mato Grosso do Sul au Brésil.
Elle comporte 4 municipalités qui regroupaient 105 446 habitants en 2010 pour une superficie totale de 27 731 km2.

## Municipalités[1]
- Anastácio
- Aquidauana
- Dois Irmãos do Buriti
- Miranda